# Alphen aan den Rijn
Alphen aan den Rijn és un municipi de la província d'Holanda del Sud, al sud dels Països Baixos. El març de 2021 tenia 112.587 habitants repartits sobre una superfície de 132,49 km² (dels quals 5,91 km² corresponen a aigua). Limita al nord amb Kaag en Braassem i Nieuwkoop, a l'oest amb Rijnwoude i al sud amb Boskoop i Bodegraven.
L'1 de gener de 2014 s'hi va unir els antics municipis de Rijnwoude i Boskoop.

## Centres de població
Inclou les comunitats d'Aarlanderveen i Zwammerdam.

## Administració
Des del 15 desembre 2014, l'alcalde del municipi és Liesbeth Spies de la CDA. Els 39 membres del consistori municipal són, des del 2022:
| Partit                    | Escons |
| ------------------------- | ------ |
| Nieuw Elan                | 8      |
| Esquerra Verda            | 6      |
| VVD                       | 5      |
| CDA                       | 5      |
| D66                       | 4      |
| RijnGouweLokaal (RGL)     | 2      |
| ChristenUnie              | 2      |
| Partit Socialista         | 2      |
| Partit del Treball        | 2      |
| Partit Polític Reformat   | 1      |
| Fòrum per a la Democràcia | 1      |
| Beter Alphen              | 1      |
| Font:                     |        |

## Personatges il·lustres
- Martin Verkerk, tennista, resideix al municipi
- John Gijsbert Alan Heitinga, futbolista